# Mörtselet
Mörtselet är en sjö i Piteå kommun i Norrbotten och ingår i Åbyälvens huvudavrinningsområde. Sjön har en area på 0,101 kvadratkilometer och ligger 340,1 meter över havet. Mörtselet ligger i Åbyälven Natura 2000-område. Sjön avvattnas av vattendraget Åbyälven.

## Delavrinningsområde
Mörtselet ingår i det delavrinningsområde (727607-169918) som SMHI kallar för Ovan VDRID = Kvarnån i Åbyälvens vattendragsyta. Medelhöjden är 383 meter över havet och ytan är 2,98 kvadratkilometer. Räknas de 36 avrinningsområdena uppströms in blir den ackumulerade arean 529,43 kvadratkilometer. Avrinningsområdets utflöde Åbyälven mynnar i havet. Avrinningsområdet består mestadels av skog (88 procent). Avrinningsområdet har 0,1 kvadratkilometer vattenytor vilket ger det en sjöprocent på 7,1 procent.